# 謝繼科
謝繼科，字哲甫，號侍東，江西撫州府金溪县人。明朝政治人物、進士出身。

## 生平
嘉靖十六年舉人謝相從孫。萬曆十年（1582年）壬午科舉人，十七年（1589年）登己丑科進士，兵部觀政，十八年二月授山东登州府推官，十九年本省同考。旧例有门丁力差，独苦细民，而豪势不与。继科为均役法，条上十一款行之，民永赖焉。二十七年補高州府推官，三十二年以事謫福建布政使司经历，三十三年升濟南府通判，三十六年内擢南京刑部主事，三十八年升郎中，四十一年出为广东琼州府知府，首建书院于金粟亭中，集名流与諸生朝夕讲习，人称为苏轼复出，卒于官。著有《侔埜集》。

## 家族
曾祖謝廣受。祖父謝起，贈承德郎户部主事。父謝廷賓，儒官。